# Okręty podwodne typu UC I
Okręty podwodne typu UC I – pierwsze niemieckie podwodne stawiacze min z okresu I wojny światowej. Nie posiadały uzbrojenia torpedowego, przenosiły natomiast 12 min kotwicznych. W latach 1914–1915 zbudowano dla marynarki niemieckiej 15 jednostek tego typu (od UC-1 do UC-10 przez stocznię Vulcan w Hamburgu i od UC-11 do UC-15 przez stocznię Weser w Bremie). Wszystkie okręty wzięły udział w I wojnie światowej, operując głównie na Morzu Północnym i Adriatyku. Swoimi minami wyrządziły duże szkody żegludze ententy i państw neutralnych, jednak okupione to zostało utratą wszystkich jednostek.

## Projekt i budowa
Sukcesy pierwszych niemieckich U-Bootów na początku I wojny światowej (m.in. zatopienie brytyjskich krążowników pancernych HMS „Aboukir”, „Hogue” i „Cressy” przez U-9) skłoniły dowództwo Cesarskiej Marynarki Wojennej z admirałem Tirpitzem na czele do działań mających na celu budowę nowych typów okrętów podwodnych. Doceniając też wagę wojny minowej, 9 października 1914 roku - mimo negatywnej opinii nowo utworzonego Inspektoratu U-Bootów - ministerstwo marynarki zatwierdziło projekt 35a – małego podwodnego stawiacza min opracowanego przez Inspektorat Torped pod kierunkiem dr Wernera, oznaczonego później jako typ UC I.
Seria 15 okrętów podwodnych projektu 35a, zamówiona została 23 listopada 1914 roku, w ramach wojennego programu rozbudowy floty. Pierwsze 10 jednostek typu (od UC-1 do UC-10) zostało zbudowanych w stoczni Vulcan w Hamburgu, następne 5 okrętów (od UC-11 do UC-15) powstało w stoczni AG Weser w Bremie. Obie stocznie oszacowały czas budowy jednego okrętu na 5-6 miesięcy. Wszystkie okręty zostały zwodowane i przyjęte do służby w Cesarskiej Marynarce Wojennej w okresie od kwietnia do lipca 1915 roku.
| Okręt                     | Data zamówienia   | Numer budowy | Początek budowy  | Wodowanie        | Wejście do służby |
| ------------------------- | ----------------- | ------------ | ---------------- | ---------------- | ----------------- |
| Stocznia: Vulcan, Hamburg |                   |              |                  |                  |                   |
| SM UC-1                   | 23 listopada 1914 | 45           | bd.              | 26 kwietnia 1915 | 5 lipca 1915      |
| SM UC-2                   | 23 listopada 1914 | 46           | bd.              | 12 maja 1915     | 17 maja 1915      |
| SM UC-3                   | 23 listopada 1914 | 47           | bd.              | 28 maja 1915     | 1 czerwca 1915    |
| SM UC-4                   | 23 listopada 1914 | 48           | bd.              | 6 czerwca 1915   | 10 czerwca 1915   |
| SM UC-5                   | 23 listopada 1914 | 49           | bd.              | 13 czerwca 1915  | 19 czerwca 1915   |
| SM UC-6                   | 23 listopada 1914 | 50           | bd.              | 20 czerwca 1915  | 24 czerwca 1915   |
| SM UC-7                   | 23 listopada 1914 | 51           | bd.              | 6 lipca 1915     | 9 lipca 1915      |
| SM UC-8                   | 23 listopada 1914 | 52           | bd.              | 5 lipca 1915     | 15 lipca 1915 (?) |
| SM UC-9                   | 23 listopada 1914 | 53           | bd.              | 11 lipca 1915    | 15 lipca 1915     |
| SM UC-10                  | 23 listopada 1914 | 54           | bd.              | 15 lipca 1915    | 17 lipca 1915     |
| Stocznia: AG Weser, Brema |                   |              |                  |                  |                   |
| SM UC-11                  | 23 listopada 1914 | 225          | 26 stycznia 1915 | 11 kwietnia 1915 | 23 kwietnia 1915  |
| SM UC-12                  | 23 listopada 1914 | 226          | 27 stycznia 1915 | 29 kwietnia 1915 | 2 maja 1915       |
| SM UC-13                  | 23 listopada 1914 | 227          | 28 stycznia 1915 | 11 maja 1915     | 15 maja 1915      |
| SM UC-14                  | 23 listopada 1914 | 229          | 28 stycznia 1915 | 13 maja 1915     | 5 czerwca 1915    |
| SM UC-15                  | 23 listopada 1914 | 230          | 28 stycznia 1915 | 19 maja 1915     | 28 czerwca 1915   |

## Dane taktyczno-techniczne

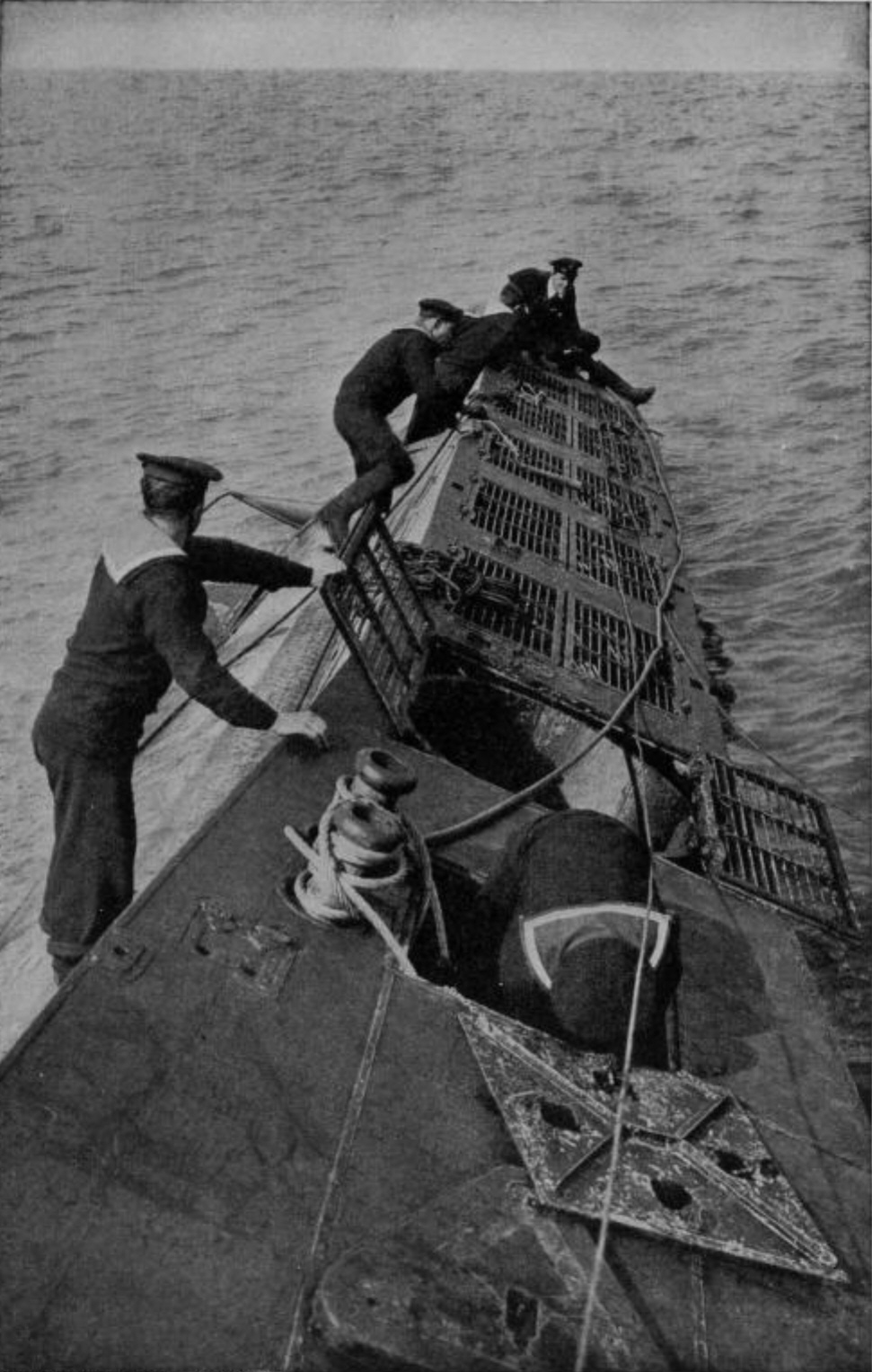
Część dziobowa SM UC-5 (widoczne pokrywy szybów minowych)

Jednostki typu UC I były niewielkimi, przybrzeżnymi okrętami podwodnymi o konstrukcji jednokadłubowej, których koncepcja oparta była na projekcie jednostek torpedowych typu UB I. Długość całkowita wynosiła 33,99 metra, szerokość 3,15 metra i zanurzenie 3,04 metra. Wysokość (od stępki do szczytu kiosku) wynosiła 6,3 metra. Wyporność w położeniu nawodnym wynosiła 168 ton, a w zanurzeniu 183 tony. Jednostki posiadały zaokrąglony dziób oraz cylindryczny kiosk o średnicy 1,3 m, obudowany opływową osłoną, a do ich wnętrza prowadziły dwa luki: jeden w kiosku i drugi w części rufowej, prowadzący do pomieszczeń załogi. Okręty napędzane były na powierzchni przez 6-cylindrowy, czterosuwowy silnik Diesla Daimler RS166 o mocy 90 koni mechanicznych (KM), a pod wodą poruszały się dzięki silnikowi elektrycznemu SSW o mocy 175 KM. Poruszający jedną trójłopatową, wykonaną z brązu śrubą (o średnicy 1,8 m i skoku 0,43 m) układ napędowy zapewniał prędkość 6,2 węzła na powierzchni i 5,22 węzła w zanurzeniu (przy użyciu na powierzchni silnika elektrycznego okręty były w stanie osiągnąć 7,5 węzła). Zasięg wynosił 780 Mm przy prędkości 5 węzłów w położeniu nawodnym (dla jednostek zbudowanych w stoczni Vulcan; okręty od UC-11 do UC-15 miały na powierzchni zasięg 910 Mm) i 50 Mm przy prędkości 4 węzłów pod wodą. Okręty zabierały 3,5 tony oleju napędowego, a energia elektryczna magazynowana była w akumulatorach składających się ze 112 ogniw, o pojemności 4000 Ah, które zapewniały 3 godziny podwodnego pływania przy pełnym obciążeniu.
Okręty posiadały dwa wewnętrzne zbiorniki balastowe. Maksymalna głębokość zanurzenia wynosiła 50 metrów, a czas zanurzenia 23-36 s. Okręty nie posiadały uzbrojenia torpedowego ani artyleryjskiego, przenosiły natomiast w części dziobowej 12 min kotwicznych UC/120 w sześciu skośnych szybach minowych o średnicy 100 cm, usytuowanych jeden za drugim w osi symetrii okrętu, pod kątem do tyłu (sposób stawiania – „pod siebie”). Układ ten powodował, że miny trzeba było stawiać na zaplanowanej przed rejsem głębokości, gdyż na morzu nie było do nich dostępu (także zapalniki min trzeba było montować jeszcze przed wypłynięciem, co nie było rozwiązaniem bezpiecznym i stało się przyczyną zagłady kilku jednostek tego typu). Uzbrojenie uzupełniał jeden karabin maszynowy z zapasem amunicji wynoszącym 150 naboi. Okręty posiadały jeden peryskop Zeissa. Wyposażenie uzupełniała kotwica grzybkowa o masie 136 kg. Załoga jednego okrętu składała się początkowo z 1 oficera (dowódcy) oraz 13 podoficerów i marynarzy.

## Przebieg służby
SM UC-1
SM UC-1 zamówiony został 23 listopada 1914 roku w ramach wojennego programu rozbudowy floty jako prototypowa jednostka serii 15 okrętów typu UC I (numer projektu 35a, nadany przez Inspektorat Okrętów Podwodnych). Zbudowany został w stoczni Vulcan w Hamburgu pod numerem stoczniowym 45 (Werk 45). Okręt został zwodowany 26 kwietnia 1915 roku, a 5 lipca 1915 roku został przyjęty w skład Cesarskiej Marynarki Wojennej. W czasie swojej służby okręt miał ośmiu dowódców. Służąc we Flotylli Flandria SM UC-1 odbył 80 misji bojowych, głównie u wschodnich wybrzeży Wysp Brytyjskich i w kanale La Manche. Na postawionych przez okręt zagrodach minowych zatonęło 36 statków o łącznej pojemności 55 869 BRT i 5 okrętów o łącznej wyporności 3067 ton, a 7 statków o łącznej pojemności 45 844 BRT zostało uszkodzonych. Okręt zaginął z całą załogą 19 lipca 1917 roku, prawdopodobnie po wejściu na minę w okolicach Nieuwpoort we Flandrii Zachodniej.
SM UC-2
SM UC-2 zbudowany został w stoczni Vulcan w Hamburgu pod numerem stoczniowym 46 (Werk 46). Okręt został zwodowany 12 maja 1915 roku, a 17 maja 1915 roku został przyjęty w skład Cesarskiej Marynarki Wojennej. Jedynym dowódcą okrętu był por. mar. Karl Mey. W czasie swojej służby w składzie Flotylli Flandria SM UC-2 odbył dwie misje minowania u wybrzeży Wielkiej Brytanii, nie odnosząc sukcesów. Okręt zatonął z całą załogą prawdopodobnie 30 czerwca 1915 roku, zniszczony przez wybuch własnej miny podczas stawiania zagrody minowej w rejonie Lowestoft. Wrak okrętu niedługo po zatopieniu został zbadany przez nurków Royal Navy, podniesiony i wystawiony na widok publiczny w celu ukazania skuteczności działań marynarki brytyjskiej.
SM UC-3
SM UC-3 zbudowany został w stoczni Vulcan w Hamburgu pod numerem stoczniowym 47 (Werk 47). Okręt został zwodowany 28 maja 1915 roku, a 1 czerwca 1915 roku został przyjęty w skład Cesarskiej Marynarki Wojennej. W czasie swojej służby okręt miał trzech dowódców. Służąc we Flotylli Flandria SM UC-3 odbył 29 misji bojowych, głównie u wschodnich wybrzeży Wysp Brytyjskich i w kanale La Manche. Na postawionych przez okręt zagrodach minowych zatonęło 19 statków o łącznej pojemności 29 021 BRT i 3 okręty o łącznej wyporności 1571 ton, a 2 statki o łącznej pojemności 1909 BRT zostały uszkodzone. Okręt zatonął z całą załogą 27 maja 1916 roku na minie na północ od Zeebrugge.
SM UC-4
SM UC-4 zbudowany został w stoczni Vulcan w Hamburgu pod numerem stoczniowym 48 (Werk 48). Okręt został zwodowany 6 czerwca 1915 roku, a 10 czerwca 1915 roku został przyjęty w skład Cesarskiej Marynarki Wojennej. W czasie swojej służby okręt miał trzynastu dowódców. Służąc we Flotylli Bałtyckiej i Flotylli Flandria SM UC-4 odbył 73 misje bojowe, głównie u wschodnich wybrzeży Wysp Brytyjskich. Na postawionych przez okręt zagrodach minowych zatonęły 32 statki o łącznej pojemności 36 391 BRT i 4 okręty o łącznej wyporności 8397 ton, a 2 statki o łącznej pojemności 9441 BRT zostały uszkodzone. Okręt został samozatopiony 5 października 1918 roku u wybrzeży Flandrii podczas niemieckiej ewakuacji z Belgii.
SM UC-5

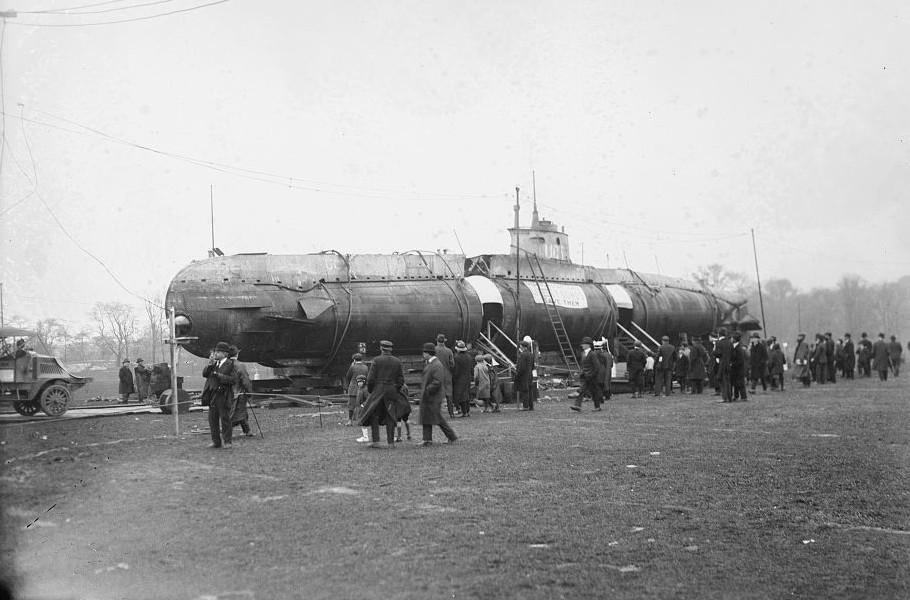
SM UC-5 w Nowym Jorku

SM UC-5 został zbudowany w stoczni Vulcan w Hamburgu pod numerem stoczniowym 49 (Werk 49). Okręt został zwodowany 13 czerwca 1915 roku, a 19 czerwca 1915 roku został przyjęty w skład Cesarskiej Marynarki Wojennej. W czasie swojej służby okręt miał dwóch dowódców. Służąc we Flotylli Flandria SM UC-5 odbył 29 patroli bojowych, głównie u wschodnich wybrzeży Wysp Brytyjskich i w kanale La Manche. Na postawionych przez okręt zagrodach minowych zatonęło 28 statków o łącznej pojemności 36 126 BRT i dwa okręty o łącznej wyporności 1105 ton, a siedem statków o łącznej pojemności 20 262 BRT zostało uszkodzonych. 27 kwietnia 1916 roku SM UC-5 wszedł na mieliznę w rejonie Harwich i został samozatopiony przez własną załogę, która została wzięta do niewoli. Podniesiony i wyremontowany przez Brytyjczyków, był wystawiany na widok publiczny na Wyspach Brytyjskich, w Stanach Zjednoczonych i Kanadzie w celach propagandowych, a po wojnie został złomowany.

SM UC-6
SM UC-6 został zbudowany w stoczni Vulcan w Hamburgu pod numerem stoczniowym 50 (Werk 50) – został zwodowany 20 czerwca 1915 roku, a 24 czerwca 1915 roku został przyjęty w skład Cesarskiej Marynarki Wojennej. W czasie swojej służby okręt miał sześciu dowódców. Służąc we Flotylli Flandria SM UC-6 odbył 89 patroli bojowych, głównie u wschodnich wybrzeży Wysp Brytyjskich i w kanale La Manche. Na postawionych przez okręt zagrodach minowych zatonęły 54 statki o łącznej pojemności 63 319 BRT (w tym duży brytyjski statek pasażerski „Maloja” o pojemności 12 431 BRT) i jeden okręt o wyporności 810 ton, a uszkodzenia odniosło osiem statków o łącznej pojemności 33 104 BRT oraz jeden okręt o wyporności 810 ton. SM UC-6 zatonął z całą załogą 27 września 1917 roku, prawdopodobnie po wejściu na minę w estuarium Tamizy.
SM UC-7
SM UC-7 został zbudowany w stoczni Vulcan w Hamburgu pod numerem stoczniowym 51 (Werk 51). Okręt został zwodowany 6 lipca 1915 roku, a 9 lipca 1915 roku został przyjęty w skład Cesarskiej Marynarki Wojennej. W czasie swojej służby okręt miał dwóch dowódców. Służąc we Flotylli Flandria SM UC-7 odbył 34 patrole bojowe, głównie u wschodnich wybrzeży Wysp Brytyjskich i w kanale La Manche. Na postawionych przez okręt zagrodach minowych zatonęło 31 statków o łącznej pojemności 45 734 BRT (w tym holenderski statek pasażerski „Koningin Emma” o pojemności 9 181 BRT) i jeden okręt o wyporności 3520 ton (nowy brytyjski krążownik lekki HMS „Arethusa”, okręt flagowy dowódcy Harwich Force, komodora Reginalda Tyrwhitta), a dwa statki o łącznej pojemności 6151 BRT zostały uszkodzone. SM UC-7 został zatopiony wraz z całą załogą 5 lipca 1916 roku, prawdopodobnie po wejściu na minę na północ od Zeebrugge.
SM UC-8

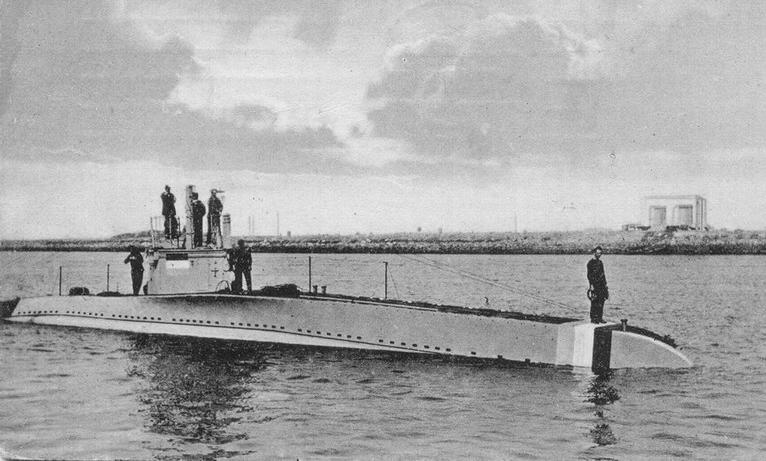
Dawny UC-8 jako Hr.Ms. M 1

SM UC-8 został zbudowany w stoczni Vulcan w Hamburgu pod numerem stoczniowym 52 (Werk 52). Okręt został zwodowany 6 lipca 1915 roku, a 15 lipca 1915 roku został przyjęty w skład Cesarskiej Marynarki Wojennej. W czasie swojej służby okręt miał dwóch dowódców. SM UC-8 w swoim pierwszym rejsie 4 listopada 1915 roku wszedł na mieliznę na wodach terytorialnych Holandii i został internowany. Zakupiony przez holenderski rząd, w marcu 1917 roku wszedł do służby w Koninklijke Marine jako Hr.Ms. M 1. Służył do 1931 roku, a w roku 1932 został sprzedany na złom. Był jedynym okrętem typu UC I, który nie został zatopiony podczas wojny.

SM UC-9
SM UC-9 został zbudowany w stoczni Vulcan w Hamburgu pod numerem stoczniowym 53 (Werk 53). Okręt został zwodowany 11 lipca 1915 roku, a 15 lipca 1915 roku został przyjęty w skład Cesarskiej Marynarki Wojennej. Jedynym dowódcą okrętu był por. mar. Paul Schürmann. W czasie swojej służby w składzie Flotylli Flandria SM UC-9 odbył dwie misje minowania u wybrzeży Wielkiej Brytanii, nie odnosząc sukcesów. Okręt zatonął z całą załogą na południowy wschód od Harwich 21 października 1915 roku, prawdopodobnie na skutek eksplozji własnej miny.
SM UC-10
SM UC-10 został zbudowany w stoczni Vulcan w Hamburgu pod numerem stoczniowym 54 (Werk 54). Okręt został zwodowany 15 lipca 1915 roku, a 17 lipca 1915 roku został przyjęty w skład Cesarskiej Marynarki Wojennej. W czasie swojej służby okręt miał pięciu dowódców. Służąc we Flotylli Flandria SM UC-10 odbył 30 patroli bojowych, głównie u wschodnich wybrzeży Wysp Brytyjskich. Na postawionych przez okręt zagrodach minowych zatonęło 16 statków o łącznej pojemności 30 406 BRT i dwa okręty o łącznej wyporności 598 ton, a pięć statków o łącznej pojemności 16 627 BRT zostało uszkodzonych. SM UC-10 został zatopiony wraz z całą załogą 21 sierpnia 1916 roku, storpedowany przez brytyjski okręt podwodny HMS E54.
SM UC-11
SM UC-11 został zbudowany w stoczni AG Weser w Bremie pod numerem stoczniowym 225 (Werk 225). Stępkę okrętu położono 26 stycznia 1915 roku, wodowanie nastąpiło 11 kwietnia 1915 roku, a 23 kwietnia 1915 roku został przyjęty w skład Cesarskiej Marynarki Wojennej. W czasie swojej służby okręt miał dziesięciu dowódców. Służąc we Flotylli Flandria SM UC-11 odbył 83 patrole bojowe, głównie u wschodnich wybrzeży Wysp Brytyjskich. Na postawionych przez okręt zagrodach minowych zatonęło 25 statków o łącznej pojemności 33 198 BRT i dwa okręty o łącznej wyporności 510 ton, a jeden statek o pojemności 378 BRT oraz dwa okręty o łącznej wyporności 5084 ton zostały uszkodzone (w tym brytyjski krążownik lekki HMS „Conquest” o wyporności 4219 ts). SM UC-11 zatonął 26 czerwca 1918 roku, po wejściu na minę w okolicy Harwich (ocalał jedynie dowódca okrętu).
SM UC-12
SM UC-12 został zbudowany w stoczni AG Weser w Bremie pod numerem stoczniowym 226 (Werk 226). Stępkę okrętu położono 27 stycznia 1915 roku, zwodowany został 29 kwietnia 1915 roku, a 2 maja 1915 roku został przyjęty w skład Cesarskiej Marynarki Wojennej. W czasie swojej służby okręt miał trzech dowódców. Przewieziony w częściach nad Adriatyk, został nominalnie wcielony w skład Kaiserliche und Königliche Kriegsmarine pod nazwą U-24. Służąc we Flotylli Pola okręt odbył 7 patroli bojowych, głównie w Cieśninie Otranto. Na postawionych przez okręt zagrodach minowych zatonęło 6 statków o łącznej pojemności 3289 BRT. Zatonął 16 marca 1916 roku, zniszczony przez wybuch własnej miny w okolicy Tarentu. Wydobyty i wyremontowany przez Włochów, służył w Regia Marina jako X 1 do 1919 roku, a następnie został złomowany.
SM UC-13
SM UC-13 został zbudowany w stoczni AG Weser w Bremie pod numerem stoczniowym 227 (Werk 227). Stępkę okrętu położono 28 stycznia 1915 roku, wodowanie nastąpiło 11 maja 1915 roku, a 15 maja 1915 roku został przyjęty w skład Cesarskiej Marynarki Wojennej. Jedynym dowódcą okrętu był por. mar. Johannes Kirchner. Przewieziony w częściach nad Adriatyk, został nominalnie wcielony w skład Kaiserliche und Königliche Kriegsmarine pod nazwą U-25. Służąc w dywizjonie U-Bootów w Konstantynopolu okręt odbył 3 patrole bojowe, operując na Morzu Egejskim i Morzu Czarnym. UC-13 zatopił 3 statki o łącznej pojemności 387 BRT, a jeden statek o pojemności 1280 BRT został uszkodzony. Okręt został utracony 29 listopada 1915 roku, po wejściu na mieliznę na wschód od Bosforu (ostatecznie został zniszczony ogniem artylerii rosyjskich niszczycieli).
SM UC-14
SM UC-14 został zbudowany w stoczni AG Weser w Bremie pod numerem stoczniowym 229 (Werk 229). Stępkę okrętu położono 28 stycznia 1915 roku, zwodowany został 13 maja 1915 roku, a 5 czerwca 1915 roku został przyjęty w skład Cesarskiej Marynarki Wojennej. W czasie swojej służby okręt miał sześciu dowódców. Przewieziony w częściach nad Adriatyk, został nominalnie wcielony w skład Kaiserliche und Königliche Kriegsmarine pod nazwą U-18. Służąc we Flotylli Pola i (od stycznia 1917 roku) Flotylli Flandria, okręt odbył na Adriatyku i Morzu Północnym 38 patroli bojowych. Na postawionych przez okręt zagrodach minowych zatonęło 14 statków o łącznej [pojemności 8182 BRT i dwa okręty o łącznej wyporności 14 107 ton (w tym włoski pancernik „Regina Margherita”). UC-14 zatonął wraz z całą załogą 3 października 1917 roku, po wejściu na brytyjską zagrodę minową w okolicach Zeebrugge.
SM UC-15
SM UC-15 zamówiony został 23 listopada 1914 roku jako piętnasty, ostatni okręt typu UC I. Zbudowany został w stoczni AG Weser w Bremie pod numerem stoczniowym 230 (Werk 230). Stępkę okrętu położono 28 stycznia 1915 roku, zwodowany został 19 maja 1915 roku, a 28 czerwca 1915 roku został przyjęty w skład Cesarskiej Marynarki Wojennej. W czasie swojej służby okręt miał dwóch dowódców. Przewieziony w częściach nad Adriatyk, został nominalnie wcielony w skład Kaiserliche und Königliche Kriegsmarine pod nazwą U-19. Służąc w dywizjonie U-Bootów w Konstantynopolu okręt odbył 8 patroli bojowych, operując na Morzu Czarnym. UC-15 zatopił dwa statki o łącznej pojemności 874 BRT i jeden okręt o wyporności 350 ton. Okręt zaginął z całą załogą po 13 listopada 1916 roku, prawdopodobnie zatonął zniszczony przez wybuch własnej miny podczas stawiania zagrody minowej u ujścia Dunaju.

## Ocena
Budując pierwsze niemieckie podwodne stawiacze min, zarówno dowództwo floty, jak i załogi okrętów były bardzo sceptyczne co do możliwości tych małych i powolnych jednostek. Okazało się jednak, że te niedoceniane początkowo okręty stały się ważnym i przydatnym elementem wojny morskiej toczonej z żeglugą Wielkiej Brytanii i jej sojuszników, szczególnie w okresach przestrzegania przez Niemców międzynarodowego prawa morskiego. Zatapianie statków handlowych za pomocą stawianych skrycie min było przed rozpoczęciem nieograniczonej wojny podwodnej jedynym sposobem na ograniczenie importu towarów i surowców na Wyspy Brytyjskie. Choć wszystkie okręty podwodne typu UC I zostały utracone podczas działań wojennych, ich osiągnięcia były imponujące: razem zniszczyły 272 statki o łącznej pojemności 346 628 BRT i 17 okrętów o łącznej wyporności 30 203 ton. Dodać do tego należy 35 statków uszkodzonych (134 996 BRT) i 3 uszkodzone okręty (5894 ton).
Działalność podwodnych stawiaczy min typu UC I byłaby bardziej efektywna, gdyby nie ograniczenia wynikające z przenoszenia min poza kadłubem sztywnym, bez dostępu podczas pobytu w morzu: miny musiały być postawione dokładnie na głębokości ustawionej jeszcze przed rejsem, co wymagało od dowódców okrętów bardzo precyzyjnej nawigacji. Często miny stawiano na wodach zbyt płytkich (łatwe do zauważenia i wytrałowania) lub za głębokich (statki bezpiecznie przepływały nad tak postawioną zagrodą). Kolejną wadą okrętów była zbyt mała prędkość nawodna i podwodna, niepozwalająca na pościg za zauważonym statkiem handlowym, czy utrudniająca walkę z silnymi prądami występującymi w Cieśninie Kaletańskiej.
Zarówno wady pierwszych niemieckich podwodnych stawiaczy min, jak i sukcesy przez nie odniesione, spowodowały powstanie nowych, powiększonych i udoskonalonych typów okrętów podwodnych: UC II i UC III.